# Hans Pischner

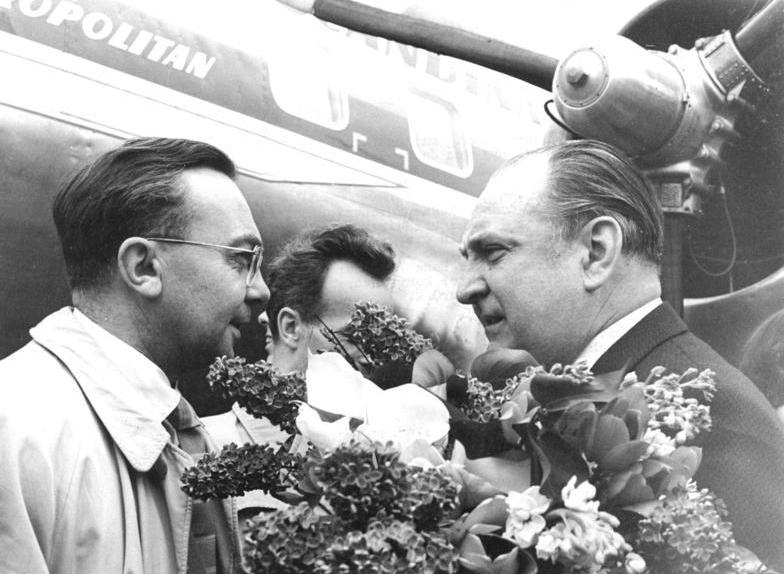
Hans Pischner (links) met de dirigent Franz Konwitschny in 1961

Hans Pischner (Breslau, 20 februari 1914 - Berlijn, 15 oktober 2016) was een Duits klavecinist, muziekwetenschapper, opera-intendant en politicus.

## Leven en werk
Pischner werd geboren als zoon van een pianostemmer. Hij studeerde piano en klavecimbel aan de universiteit in Breslau. Voor de Tweede Wereldoorlog was hij muziekleraar. Een deel van de oorlog bracht hij als krijgsgevangene door in de Sovjet-Unie. Na de oorlog concentreerde hij zich op leidinggevende functies in het muziekleven. Hij was vanaf 1947 adjunct-directeur van het conservatorium van Weimar en van 1963 tot 1984 intendant van de Staatsoper Unter den Linden in Berlijn. Als klavecinist maakte hij opnamen voor de platenlabels Eterna en Deutsche Grammophon, vooral muziek van Bach, onder meer Das wohltemperierte Klavier en met zijn vriend David Oistrach de Zes sonates voor klavecimbel en viool.
Pischner was ook politiek actief. Hij was lid van het centrale comité van de regerende Sozialistische Einheitspartei Deutschlands in de Duitse Democratische Republiek, was enige tijd onderminister van cultuur en van 1977 tot 1990 president van de Kulturbund der DDR. In 1989 ontving hij een onderscheiding in de Karl Marx-orde van de DDR.
Pischner publiceerde in 1986 zijn memoires onder de titel Premieren eines Lebens. In 2006, zestien jaar na "die Wende", kwam er een sterk aangepaste versie onder de titel Tasten Taten Träume. Pischner overleed op 102-jarige leeftijd.
- Bibliothèque nationale de France: cb13898522f (data)
- CiNii: DA12342668
- Gemeinsame Normdatei: 118816276
- International Standard Name Identifier: 0000 0001 0969 5257
- Library of Congress Control Number: n85286988
- Nationale Bibliotheek van Letland: 000289765
- MusicBrainz: 8fcefa73-f64a-47af-8ba5-8ba2b428486f
- Nationale Bibliotheek van Tsjechië: xx0239072
- Nationale bibliotheek van Australië: 35946828
- Nationale Bibliotheek van Israël: 987007276853805171
- Nederlandse Thesaurus van Auteursnamen: 226935884
- Système universitaire de documentation: 180620355
- Virtual International Authority File: 49409142
- WorldCat: E39PBJyxbVwvK8MP6wpPyHKGHC